# Die goldene Sichel
Die goldene Sichel (französischer Originaltitel: La Serpe d’or) ist ein Comic aus der Asterix-Serie. Er wurde von René Goscinny geschrieben und von Albert Uderzo gezeichnet. In ihm begeben sich die beiden Helden Asterix und Obelix nach Lutetia (Paris), um für den Druiden Miraculix eine neue Sichel aus Gold zu erwerben, wodurch sie den Machenschaften einer Schieberbande auf die Spur kommen. Im Französischen erschien das Album erstmals 1962 bei Dargaud als Einzelband. 1966 kam ein Nachdruck als Band 2 der Reihe heraus. Neu aufgelegt wurde La Serpe d’or ab 1999 bei Hachette. In der abweichenden Zählung des Ehapa Verlags erschien die deutsche Übersetzung 1970 als fünfter Band.

## Handlung
Miraculix, der Druide des Dorfes der unbeugsamen Gallier, zerbricht beim Mistelnschneiden seine goldene Sichel. Dies ist ihm besonders unangenehm, weil das Jahrestreffen der Druiden im Karnutenwald ansteht, er sich dort ohne standesgemäße Sichel nicht sehen lassen kann und nur mit einer goldenen Sichel geschnittene Misteln Zauberkraft entfalten. Asterix und Obelix erklären sich bereit, ihm eine neue Sichel in Lutetia, dem heutigen Paris, zu kaufen, und zwar bei einem entfernten Vetter von Obelix, dem Sichelschmied Talentix. Schon unterwegs hören sie in der Herberge „Zum bekehrten Barbaren“, dass ein Sichelkauf in Lutetia im Augenblick auf Schwierigkeiten stoßen könnte. Bei der Ankunft in Lutetia werden sie mit modernen Problemen wie Staus und Umweltverschmutzung konfrontiert und müssen feststellen, dass Talentix verschwunden ist. Im Wirtshaus Zum fröhlichen Arverner lösen sie durch ihre Fragen nach Talentix beim Wirt Schrecken aus. Kaum haben sie das Lokal verlassen, begibt sich der Arverner zu einer zwielichtigen Gestalt namens Stupidix und berichtet über Asterix und Obelix. Dieser Stupidix provoziert auf der Straße einen Zusammenstoß mit Asterix und Obelix und führt die beiden in Bossix’ Bar. Dort wird ihnen eine goldene Sichel zu einem Wucherpreis angeboten, Asterix lehnt dies ab und es beginnt eine Prügelei, deren Lärm eine römische Patrouille anlockt. Diese führt die beiden zu ihrem Zenturio, der im Palast des Präfekten von Lutetia, des dekadenten Gracchus Überdrus, seines Amtes waltet. Durch einen lauten Wortwechsel fühlt sich dieser beim Essen gestört und verlangt Asterix und Obelix zu sehen, winkt sie jedoch nach kurzem Verhör gelangweilt wieder hinaus.
Nun erfahren sie vom Zenturio, dass sich in Lutetia eine Sichelschieberbande niedergelassen hat, die vermutlich auch Talentix entführt oder umgebracht hat. Daraufhin untersuchen Asterix und Obelix Talentix’ Haus und kommen zu dem Schluss, dass er wohl in der Gewalt der Schieber ist. Als sie tags darauf noch einmal den Wirt im Fröhlichen Arverner befragen wollen, stellen sie fest, dass das Wirtshaus seinen Besitzer gewechselt hat und jetzt Zur Sonne von Massalia heißt. Der neue Besitzer erklärt ihnen, der Arverner sei mit seinem Ochsenwagen auf dem Weg nach Gergovia. Die beiden Gallier nehmen die Verfolgung auf und stellen den Arverner, der gesteht, von Stupidix zu Spitzeldiensten gezwungen worden zu sein. Er erklärt ihnen, wo das Haus des Stupidix zu finden ist. Ihre Durchsuchung des Hauses verläuft so geräuschvoll, dass sie zum zweiten Mal von einer Römerpatrouille aufgegriffen und eingesperrt werden.
Im Kerker erfahren sie von einem Betrunkenen, dass Stupidix und Bossix sich bei einem Hünengrab zu verabreden pflegen. Daraufhin brechen sie aus ihrer Zelle aus. Die folgende Prügelei mit den Römern auf dem Hof der Präfektur verursacht so viel Lärm, dass sie abermals zum Präfekten Gracchus Überdrus geführt werden. Dieser verzeiht ihnen die Störung beim Essen und schenkt ihnen die Freiheit, weil er über den Bericht vom Ausbruch amüsiert ist. Bei einem Fremdenführer erkundigen sich Asterix und Obelix nach Hünengräbern in der Umgebung von Lutetia und erfahren, dass es nur ein einziges gibt. Da es aber in einem Wald liegt, der von Wölfen und Räubern wimmeln soll, weigert man sich, sie dort hinzuführen.
Asterix und Obelix machen sich daher allein auf die Suche, verirren sich aber bei einem nächtlichen Gewitter in besagtem Wald, dem heutigen Bois de Boulogne. Zufällig stellen sie sich aber direkt unter dem Hünengrab, das sie suchen, unter, was sie schließlich im Mondschein bemerken. Sie verstecken sich auf einer hohen Eiche und warten. Tatsächlich erscheint im Morgengrauen Stupidix. Obelix, der nicht versteht, dass Asterix diesen nur belauern und beobachten möchte, löst einen Streit aus, in dessen Verlauf sie Stupidix aus den Augen verlieren. Doch seine Fußspuren auf dem Waldboden führen sie zu einer Falltür, die in ein Stollensystem führt.
Hier finden sie nicht nur ein Sichellager, sondern auch Bossix und seine Bande vor. Bei der Prügelei, die nun ausbricht, kann Bossix entkommen. Asterix und Obelix lassen Stupidix im Stollen zurück, den sie mit dem Deckstein des Hünengrabes verschließen und machen sich auf, Bossix in Lutetia wiederzufinden. Dies gelingt ihnen mitten auf dem Markt, wo er soeben ein Schnitzel kaufen möchte, um seine Blessuren zu kühlen. Bossix flieht, ohne das Schnitzel bezahlt zu haben, was einen solchen Radau auslöst, dass wieder einmal eine römische Patrouille aufmerksam wird. Abermals werden sie vor den Zenturio geführt und dann eingesperrt. Asterix landet wieder in der Zelle mit dem Betrunkenen, den er um Hilfe bitten muss, um an seine Flasche mit dem Zaubertrank zu kommen, da er diesmal gefesselt und von Obelix getrennt wurde. Zur Belohnung erhält der Betrunkene den Rest des Zaubertranks. Grölend verlässt er mit ihnen das Gefängnis, was erneut den Zenturio auf den Plan ruft. Auch der Präfekt fühlt sich wieder beim Essen gestört und schickt einen Untergebenen, der sich nach der Ursache des Lärms erkundigen soll. Als Asterix und Obelix sein Zimmer betreten, finden sie ihn diesmal nicht allein, sondern in Bossix’ Gesellschaft vor. Überdrus gibt zu, der Chef der Goldsichelschieberbande zu sein, wie Asterix schon vermutet hatte. Er habe aus reiner Langeweile gehandelt und freue sich auf die Abwechslung, die die Bestrafung für ihn bedeuten werde. Talentix habe er gefangen nehmen lassen und im Keller eingesperrt.
Nachdem Talentix befreit und der Sichelvorrat in sein Haus geschafft worden ist, bedankt er sich überschwänglich bei Asterix und Obelix und schenkt ihnen seine schönste goldene Sichel. Im Gegenzug kann Obelix endlich sein Gastgeschenk, einen Hinkelstein, den er extra nach Lutetia getragen und dort noch längere Zeit mitgeschleppt hat, überreichen. Dann nehmen sie Abschied und machen sich auf die Rückreise, die ihnen, wie schon der Hinweg, eine Begegnung mit einer „anmaßenden“ Räuberbande sowie „tollkühnen“ Barbaren und „unvorsichtigen“ Wildschweinen beschert. Daheim im gallischen Dorf werden sie bei einem Festmahl gefeiert, bei dem Troubadix seine neu komponierte Siegeshymne nicht präsentieren darf.

### Bezüge zur Moderne
Asterix und Obelix wandern auf einer Römerstraße in Richtung Lutetia, die auf einem Stein am Straßenrand als „N XII“ bezeichnet wird – die heutige Route nationale 12 führt tatsächlich aus der Bretagne, der Gegend des Gallierdorfs, nach Paris.
Sie beklagen sich unterwegs über einen neumodischen Aquädukt, der die Landschaft verschandele, und durchqueren die Ortschaft Suindinum, das heutige Le Mans. Dort findet gerade ein großes Ochsenwagenrennen statt, eine Anspielung auf die 24 Stunden von Le Mans.
Asterix und Obelix erhalten von einem Passanten den Rat, auf der Römerstraße VII Richtung Gergovia zu wandern. Dies ist eine Anspielung auf die Route nationale 7 bzw. Autoroute A7, auf der sie mit modernen Phänomenen wie hohem Verkehrsaufkommen, Baustellen und Rasern, die von Ordnungskräften zur Kasse gebeten werden, konfrontiert werden.
In Lutetia herrscht ein Verkehrschaos mit Ochsenkarren.

### Bezüge innerhalb der Reihe
Wie auch die Arverner in dem späteren Band Asterix und der Arvernerschild spricht der Wirt im Fröhlichen Arverner jedes ‚s‘ als ‚sch‘.
Es wird eine anachronistische Anspielung auf die erst 79 n. Chr. stattgefundene Zerstörung von Pompeji gemacht. Im späteren Abenteuer Asterix in Italien wirft Obelix einen Stein auf den Krater des Vesuvs, womit der Ausbruch um einige Jahrzehnte verzögert wird.

### Anspielungen auf Personen
Unter den Ochsenwagenfahrern, die beim Start zu ihren Gefährten spurten, ist auch eine Karikatur von Jean Graton zu sehen, einem Comiczeichner, der mit der Rennsport-Serie Michel Vaillant berühmt wurde.
In der Gestalt des Präfekten ist Charles Laughton zu erkennen, der im zwei Jahre vor dem Album erschienenen Film Spartacus eine prominente Rolle als Volkstribun gespielt hatte.
Der Wirt des Gasthauses Zur Sonne von Massalia ist eine Karikatur von Raimu.
Der Fremdenführer residiert in einer Karikatur des Moulin Rouge und unterbreitet Angebote, die der modernen Vermarktung des Pariser Nachtlebens recht nahe kommen.

### Anachronismen
Einer der Römer kommentiert die Verwüstungen in Bossix’ Kneipe nach der Schlägerei mit „Hier sieht’s aus wie in Pompeji“ – ein Anachronismus, da der verderbenbringende Vesuvausbruch erst 79 n. Chr. stattfand.

### Sonstiges
Überdrus’ Geständnis, der Chef der Schieberbande zu sein, löst beim Zenturio die sieben W-Fragen aus, mit denen sich ein Ermittler befassen muss – allerdings natürlich in lateinischer Sprache: „Quis, quid, ubi, quibus auxiliis, cur, quomodo, quando?“ Er selbst kommentiert das Geschehene jedoch nur mit „Acta est fabula“ – „Das Geschehene ist eine Fabel“, was so viel wie „Vorbei ist vorbei“ bedeutet.
Der Betrunkene im Gefängnis versucht immer wieder, den Satz „Es lebe Vercingetorix“ fehlerfrei auszusprechen, stolpert aber jedes Mal über den Namen des gallischen Helden und verballhornt ihn in den verschiedensten Weisen.

## Veröffentlichung
Die Geschichte wurde ab 11. August 1960 in den Pilote-Ausgaben 42 bis 74 veröffentlicht. La Serpe d’or erschien erstmals 1962 bei Dargaud als Band 2 der Reihe. In Deutschland wurde Die goldene Sichel zunächst in der Comic-Zeitschrift Lupo modern, Ausgaben 6–15, im Jahr 1965 abgedruckt, jedoch verfremdet. Asterix und Obelix waren hier die Germanen Siggi und Barbarras. Die nicht verfremdete Übersetzung von Gudrun Penndorf erschien erstmals 1968 in den Heften 38–42 des Magazins MV-Comix. Die deutsche Erstauflage des Buchs erfolgte 1970 im Delta Verlag. 2002 wurde dieser Band neu aufgelegt und erhielt ein neues Titelbild.
Der Band erschien unter anderem auch auf Englisch, Spanisch, Türkisch, Latein sowie in Düsseldorfer Rheinisch, Unterfränkisch und Saarlännisch.